# VF-12
Il Fighter Squadron 12 o VF-12 fu un'unità dell'aviazione della Marina degli Stati Uniti. Istituito originariamente il 9 gennaio 1943, fu soppresso il 17 settembre 1945. Fu il primo squadrone della Marina degli Stati Uniti ad essere designato come VF-12.

## Storia

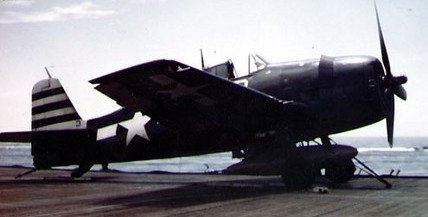
Un Hellcat del VF-12 sulla USS Randolph nel 1945

Il VF-12 venne equipaggiato con F6F-3 Hellcats faceva parte del Carrier Air Group 12 (CAG-12) e venne assegnato alla USS Saratoga, volando a bordo dal 1 ° agosto 1943. CAG-12 ha sostenuto la battaglia delle Isole del Tesoro da ottobre-novembre prima il Saratoga tornò a Pearl Harbor il 30 novembre.
Nel gennaio 1944 il CAG-12 si riunì con la Saratoga e sostenne le fasi successive della campagna delle Isole Gilbert e Marshall e poi effettuò attacchi contro le forze giapponesi nell'Oceano Indiano prima di tornare a Pearl Harbor in giugno.
Nel gennaio 1945 VF-12 fu assegnato alla USS Randolph e sostenne l'invasione di Iwo Jima e le incursioni nelle isole domestiche giapponesi.